# Levon Ter-Petrosjan
Levon Ter-Petrosjan, arménsky Լևոն Տեր-Պետրոսյան, rusky Левон Тер-Петросян, (* 9. ledna 1945 Aleppo) byl první arménský prezident. Do angličtiny se jeho jména transliteruje na Ter-Petrossian, v dalších jazycích na Ter-Petrosyan nebo Ter-Petrosian; může se psát i bez pomlčky. Vzhledem k ekonomickým a politickým problémům odstoupil z funkce prezidenta Arménie 3. února 1998; nahradil ho Robert Kočarjan.